# Hidalgo kommun, Tamaulipas
Hidalgo är en kommun i Mexiko.   Den ligger i delstaten Tamaulipas, i den centrala delen av landet, 500 km norr om huvudstaden Mexico City. Antalet invånare är 24 281. Arean är 2 142 kvadratkilometer.
Terrängen i Hidalgo är varierad.
Följande samhällen finns i Hidalgo:
- Guillermo Zúñiga
- Estación Santa Engracia
- Oyama
- San Francisco
- Independencia
- La Aurora
- Barbosa
- Cruz y Carmen
- Santa Cruz
- Narciso Mendoza
- Estación Carrizos
- Cinco de Mayo
- Marroquín
- General Julián Cerda
- Pénjamo
- San Matías